# Rue Balzac
Pour les articles homonymes, voir Balzac.
La rue Balzac est une voie du 8e arrondissement de Paris.

## Situation et accès
Elle est située non loin de l’arc de triomphe de l'Étoile, dans le quartier du Faubourg-du-Roule et commence au 124, avenue des Champs-Élysées et se termine au 193, rue du Faubourg-Saint-Honoré.
Le quartier est desservi par la ligne 1 du métro à la station George V.

## Origine du nom

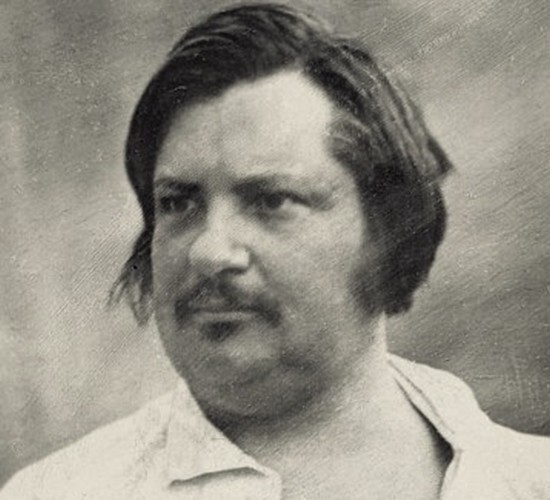
Honoré de Balzac.

Elle porte le nom du romancier français Honoré de Balzac (1799-1850), décédé au 14 de cette rue.

## Historique

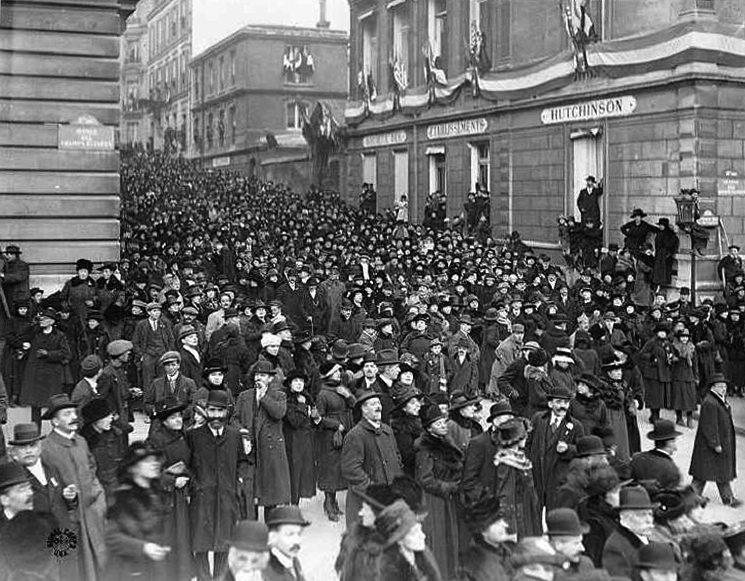
Foule une semaine après l'Armistice de 1918.

La rue fut ouverte en 1825 sur les terrains de l’ancien jardin Beaujon entre l’avenue des Champs-Élysées et la rue Chateaubriand par la Société du quartier de la chartreuse Beaujon. C'était alors une voie privée élégante fermée à chacune de ses extrémités par une grille. Elle reçut le nom d’« avenue Fortunée » en hommage à l'une des actionnaires de la société, Fortunée Hamelin (1776-1851), l'une des plus fameuses Merveilleuses sous le Directoire, qui avait acquis les anciens jardins Beaujon en association avec MM. Cottin et Rougevin.
En 1842, elle fut prolongée jusqu'à la rue du Faubourg-Saint-Honoré sous le nom de « rue de la Tour-du-Moulin », en souvenir du célèbre Moulin-Joli de la folie Beaujon, construit par l'architecte Pierre-Adrien Pâris, à peu près au carrefour actuel de la rue Balzac et de la rue Beaujon. Mais elle reprit très rapidement la dénomination de « rue Fortunée ».

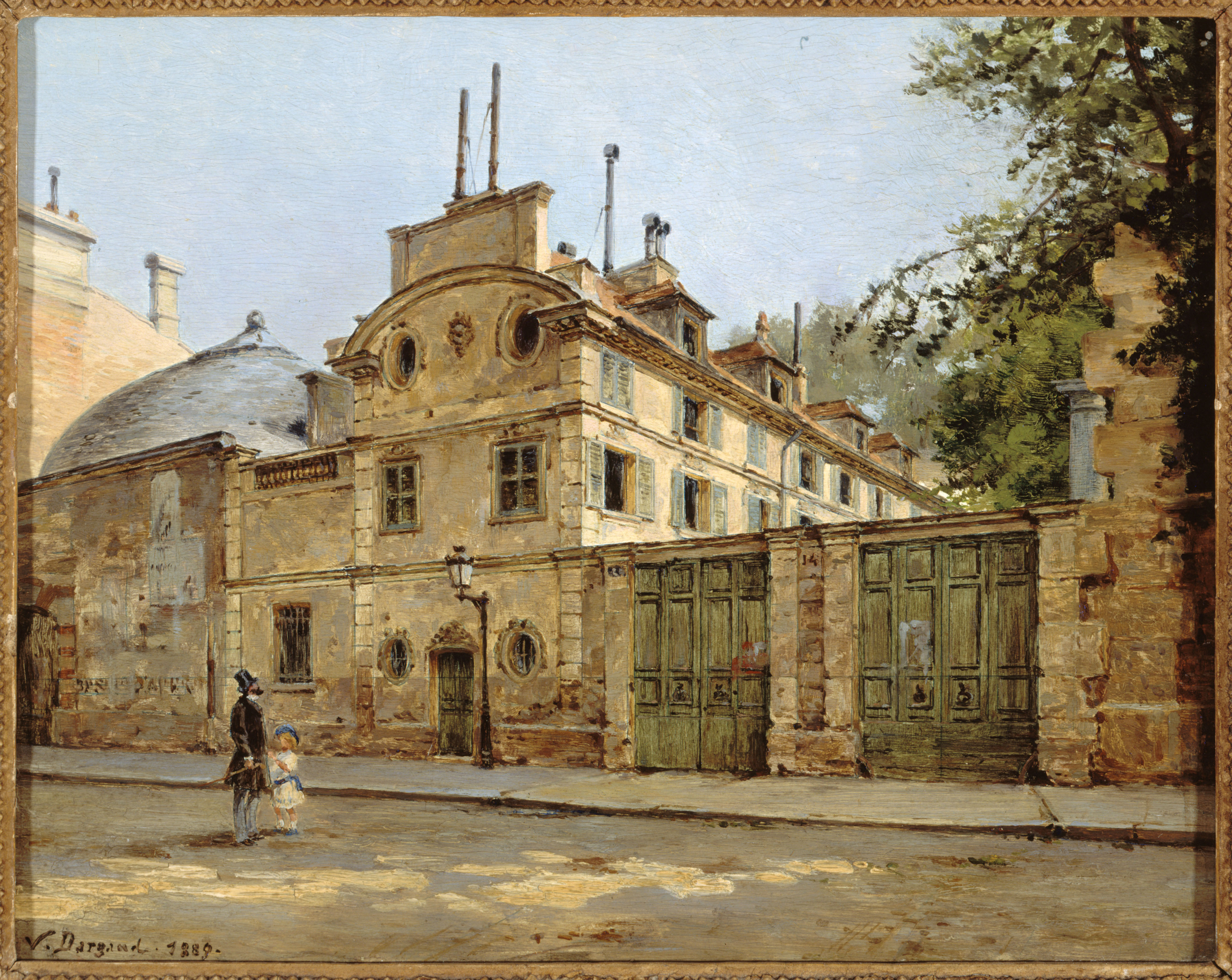
Résidence de Balzac.

C'est au no 18 de cette rue qu'Honoré de Balzac fit l'acquisition le 28 septembre 1846 d'une ancienne dépendance de la folie Beaujon, contiguë à la chapelle Saint-Nicolas que le financier Nicolas Beaujon (1708-1786) avait également fait construire, pour en faire un palais digne de Mme Hańska, qu'il épousa en mai 1850. C'est là qu'il passa ses derniers jours et mourut le 18 août de la même année, sans avoir jamais réglé le prix d'acquisition.
La rue Fortunée devint aussitôt rue Balzac (1850). Mme Hańska continua d'habiter la maison de Balzac jusqu'à sa mort le 18 avril 1882. Peu avant, elle l'avait vendue à la baronne Adèle de Rothschild (1843-1922), petite-fille du fondateur de la branche napolitaine et veuve du baron Salomon de Rothschild (1835-1864), fils de James de Rothschild, le fondateur de la branche française. Celle-ci la fit raser en 1890 pour agrandir le jardin du vaste hôtel particulier qu'elle avait fait construire en 1874 par l'architecte Léon Ohnet en sacrifiant à cette occasion l'ancienne folie Beaujon proprement dite (voir rue Berryer). Une plaque sur le mur d'enceinte du jardin, près de la petite entrée de service, rappelle seule aujourd'hui le souvenir de la maison où mourut Balzac, avec la statue de l'écrivain commencée par Alexandre Falguière et terminée par Paul Dubois, érigée en 1902 au carrefour de l'avenue de Friedland et de la rue Balzac, dénommé place Georges-Guillaumin.
Le relief, en forme de butte, est due à l’accumulation des terres de déblaiement provenant de l’arasement de la butte de l’Étoile de Chaillot.

## Bâtiments remarquables et lieux de mémoire

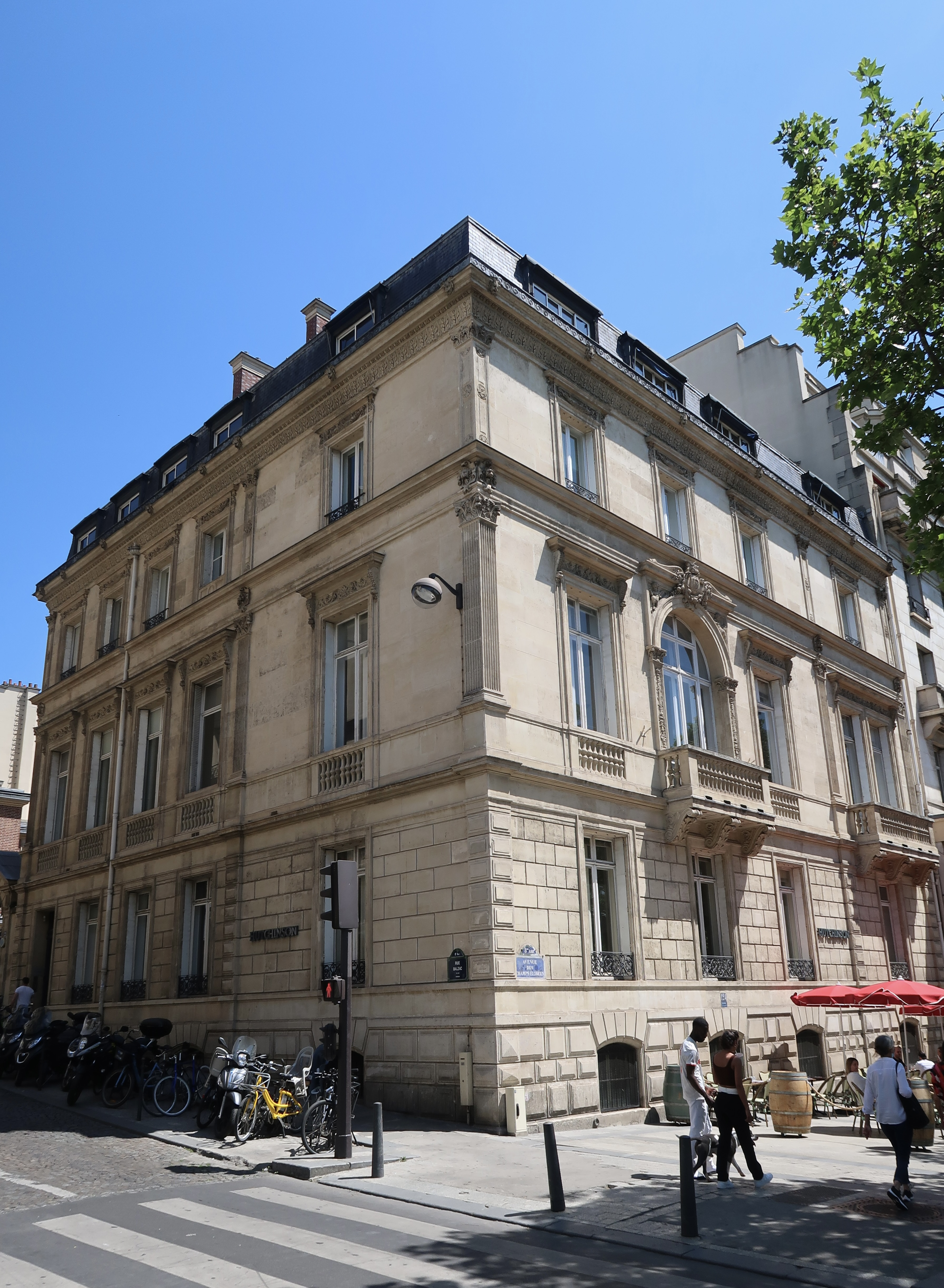
No 2.

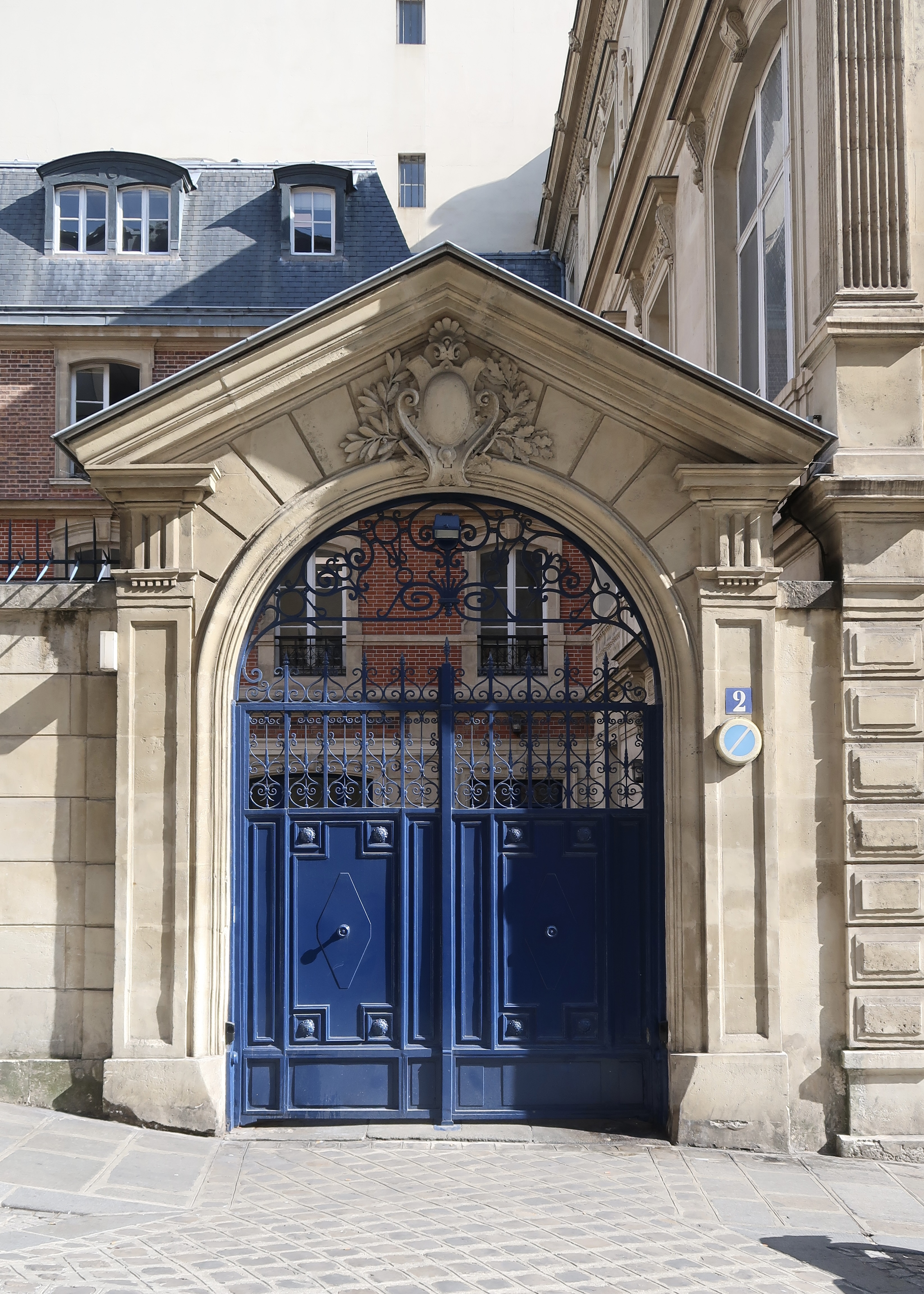
No 2.

- L'acteur Raimu habita dans la rue avant 1934[5].

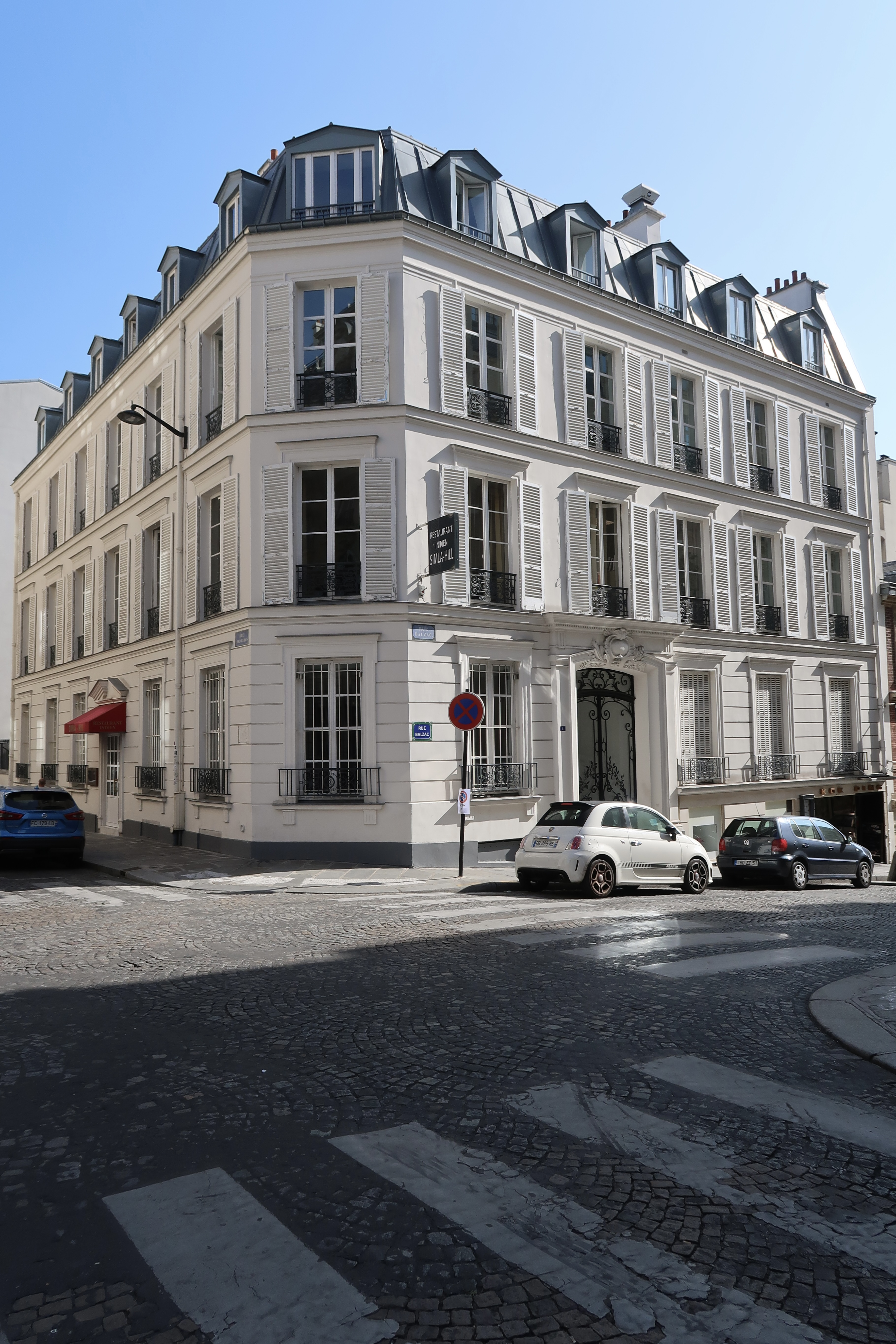
Au croisement avec la rue Lord-Byron.

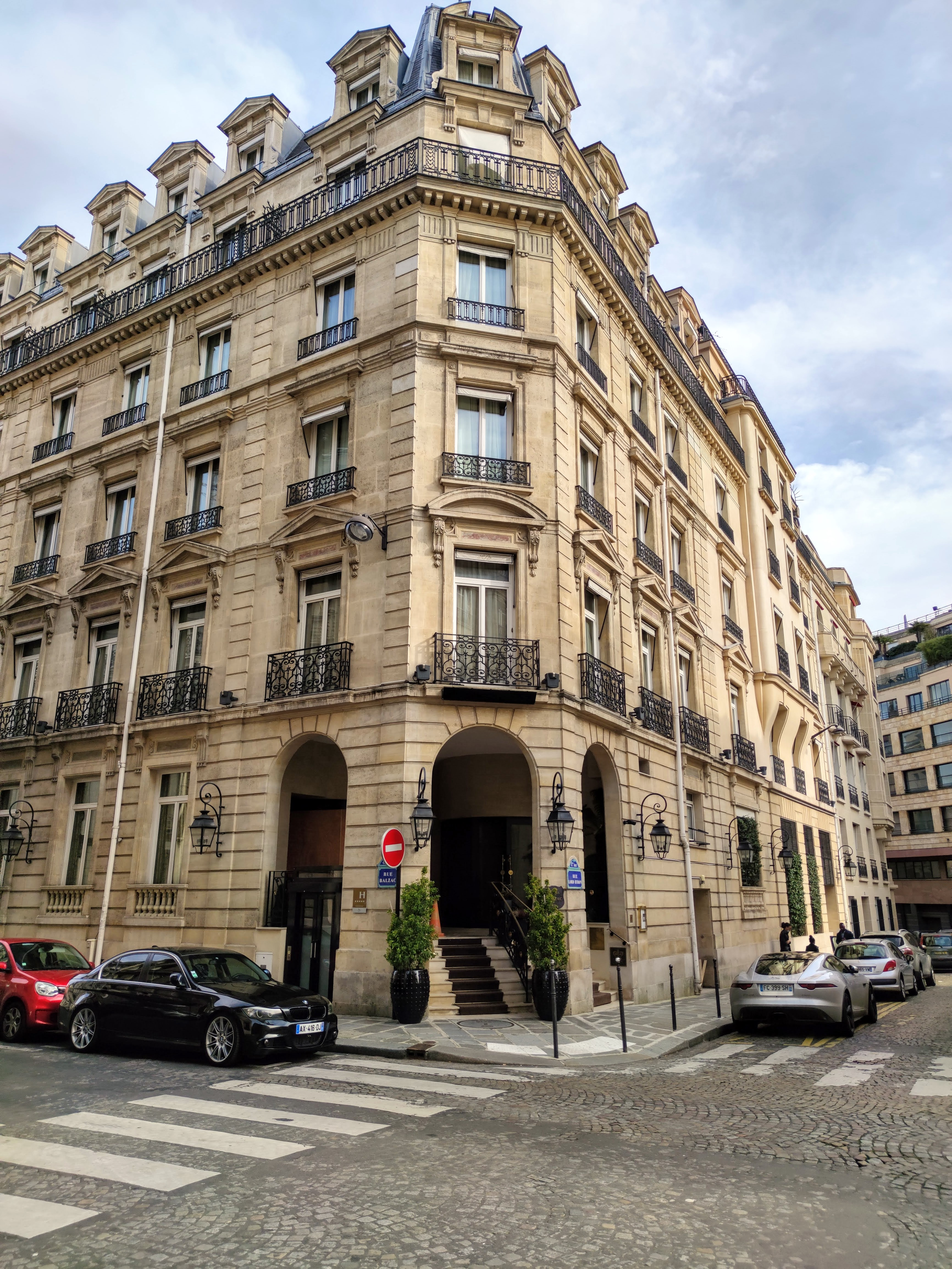
No 6 : l’hôtel Balzac.

- No 1 : cinéma Le Balzac. L'un des derniers cinémas indépendants du quartier des Champs-Élysées, ouvert en 1935 et exploité par Jean-Jacques Schpoliansky, petit-fils du fondateur. La salle principale offre 400 places. Elle est complétée de deux salles plus petites.
- Nos 2 (et 124, avenue des Champs-Élysées) : l'un des derniers hôtels particuliers des Champs-Élysées, qui permet d'imaginer ce à quoi ressemblait l'avenue sous le Second Empire lorsqu'elle était bordée de ce type de demeures. Il a été construit peu avant 1858 pour Santiago Drake del Castillo, héritier d'un riche planteur anglo-cubain, également propriétaire du château de Candé. Aujourd'hui siège de la société Hutchinson.
- No 14 : c'est à cette adresse que la Société d'encouragement à l'aviation s'installa en 1909 (bâtiment détruit).
- No 11 : domicile de Laure Hayman, qui y meurt en 1940[6].
- No 11 bis : le poète José-Maria de Heredia (1842-1905) a habité au quatrième étage de cet immeuble. « On a beaucoup écrit sur les réceptions du samedi de l'auteur des Trophées, où toute la jeune littérature venait écouter le poète, si savant à utiliser son léger bégaiement pour mieux marquer la cadence des vers. […] André Gide, dans Si le grain ne meurt, avoue qu'il n'osait pas sortir du fumoir où officiait le poète, tant il était timide et craignait de rencontrer “ces dames”. Pour moi, je confesse que je fréquentais bien moins le fumoir que le salon, dont les fenêtres donnaient sur l'avenue de Friedland, et où, avec mes amies, nous répétions des comédies — dont il nous arrivait d'être les auteurs. Elle a bien changé la rue Balzac de ces temps d'insouciance ! La maison des Hérédia a disparu[7], comme celle du Dr Bouffe de Saint-Blaise, praticien à la mode, comme celle de Mlle Invernizzi[8], danseuse à l'Opéra, une belle Milanaise dont les pantomimes étaient fort appréciées dans les salons. Je ne vois guère que l'hôtel Froment-Meurice qui subsiste : il est devenu un hôtel meublé[9]. »
- No 15 : dans cet immeuble, se trouvait en 1956, la galerie d'art Raymond Creuze, salle Balzac.
- No 19 : dans ce petit hôtel particulier, le romancier Frédéric Dard a situé une scène scabreuse d'un de ses romans de la série San-Antonio, ce qui lui valut un procès de la part du propriétaire. Acquis en 2005 par la société Vinci dont le président-directeur général, Antoine Zacharias, entreprit de le faire luxueusement aménager par le décorateur François-Joseph Graf pour y installer la présidence avant d'être contraint à la démission. L'hôtel fut revendu par la société Vinci en 2012.
- Nos 21-25 : vaste ensemble de bureaux qui se développe dans la quasi-totalité du pâté de maisons compris entre la rue Balzac, la rue Beaujon, l'avenue Bertie-Albrecht et la rue du Faubourg-Saint-Honoré.
- No 22 : emplacement de l'hôtel Beaujon (ancienne maison de Balzac). Cette ancienne dépendance de la folie Beaujon constituait l'ancien pavillon des bains. Le domaine était passé en février 1840 aux mains d'un spéculateur, Jean-Raphaël Bleuart qui le revendit à Pierre-Adolphe Pelletreau. C'est à ce dernier qu'Honoré de Balzac acheta le 28 septembre 1846 la maison, fort délabrée (elle avait auparavant servi d'atelier à un blanchisseur), qui comportait un droit d'accès à la tribune de la chapelle Saint-Nicolas attenante. Le prix d'acquisition était fixé à 32 000 francs payables le 28 septembre 1849 avec un intérêt de 5 %[10]. Balzac versa comptant 18 000 francs « qui sont en dehors du contrat[11] ». Sa veuve, Mme Ève de Balzac, acquitta la facture de 32 800 francs avec les intérêts le 28 septembre 1850. En 1875, Mme de Balzac et son gendre, le comte Georges Mniszech (voir infra no 24) envisagèrent de transformer la propriété en une sorte de monument à la mémoire de Balzac, en la réunissant à la chapelle Saint-Nicolas, dont le comte Mnizsech avait fait l'acquisition en août 1872. Ils projetaient de transformer la rotonde de la chapelle en un atrium circulaire avec une fontaine en son centre autour de laquelle une galerie aurait été décorée de statues et de bustes. Une statue de l'écrivain devait être élevée dans la cour, embellie des colonnes de la chapelle, sous les branchages de l'arbre qu'il y avait planté à l'occasion de son mariage. La façade sur rue devait également être embellie et le pavillon central devait représenter l'apothéose de Balzac sur un bas-relief et s'orner d'une statue dans une niche[12]. Le projet ne reçut qu'un commencement d'exécution. Le 19 janvier 1882, pour faire face aux dettes contractées par sa fille et son gendre, Mme de Balzac vendit l'hôtel à la baronne Adélaïde de Rothschild pour la somme de 500 000 francs avec une clause prévoyant que l'entrée en jouissance n'interviendrait qu'un mois après sa mort. Elle décéda peu après, le 10 avril suivant. La presse releva alors l'état de délabrement de l'immeuble[13], que la baronne de Rothschild fit raser en 1890[14] pour agrandir son jardin. (bâtiment détruit)
- No 23 : emplacement de l'ancien hôtel de Mme E. Joubert (en 1910).  (bâtiment détruit)
- No 24 : c'est à cet emplacement que le comte Jerzy Wandalin-Mniszech (1822-1881), gendre de Mme Hanska dont il avait épousé en 1846 la fille Anna (1828-1915), habitait la maison de Balzac avec sa belle-mère. Il envisagea de se faire bâtir un hôtel contigu à celui de cette dernière sur d'anciens terrains de la folie Beaujon. Il acquit en août 1872 de l'Assistance publique, qui en était propriétaire comme dépendance de l'hospice Beaujon, la chapelle Saint-Nicolas, qui avait été restaurée en 1856 et transformée entretemps, sous la Commune, en dépôt de munitions. Il y installa un laboratoire où, féru d'occultisme, il se livrait à des expériences d'alchimie et de magie noire. La baronne de Rothschild en fit l'acquisition en novembre 1882 pour la somme de 370 100 francs[15] et, épouvantée par ce qu'elle y trouva, elle en appela à l'exorciste de l'archidiocèse de Paris pour purifier le bâtiment. Devant les réticences du clergé catholique, elle le fit raser et fit construire à la place la rotonde qui se trouve aujourd'hui à l'angle de la rue Balzac et de la rue du Faubourg-Saint-Honoré, dans laquelle ont été remontés des éléments du chœur circulaire de l'ancienne chapelle. (bâtiment détruit)

## Sources
- « Rue Balzac » sur le site « Mon village : le faubourg du Roule et ses environs » www.apophtegme.com (consulté le 24 janvier 2009).
- Paul Jarry, Le Dernier Logis de Balzac, Paris, Éditions du Sagittaire chez Simon Kra, 1924.
- Félix de Rochegude, Promenades dans toutes les rues de Paris. VIIIe arrondissement, Paris, Hachette, 1910. .
- André Becq de Fouquières, Mon Paris et ses Parisiens, vol. I, Paris, Pierre Horay, 1953. .